# Личинка (деревня)
Личи́нка (бел. Лічынка) — деревня в составе Вишовского сельсовета Белыничского района Могилёвской области Белоруссии. Население — 88 человек (2019).
Ранее входила в состав Головчинского сельсовета.

## Географическое положение
Ближайшие населённые пункты: Браковщина, Затишье, Толпечицы.

## История
В 1676 году упоминается как имение в Оршанском повете Витебского воеводства ВКЛ. В 1750 году село во владении Княжицкого доминиканского монастыря. После первого раздела Речи Посполитой (1792) вошла в состав Российской Империи. В 1777 году в Могилёвском уезде Могилёвской губернии. В 1785 году в составе имения Головчин Могилёвского уезда, 40 дворов. Помимо земледелия, часть односельчан занималась колёсным и кожевенным ремеслом, подготовкой лесных материалов. В 1913 году открыта школа, которая располагалась в сельском доме. С февраля по октябрь 1918 года оккупирована германскими войсками. В сельской школе в 1925 году обучалось 40 учащихся. В 1930 году образован колхоз «6-й районный съезд». В период Великой Отечественной войны с 2 июля 1941 года по 29 июня 1944 года оккупирована немецко-фашистскими захватчиками, сожжено 13 домов, расстреляны четыре жителя деревни. 30 односельчан погибло на фронте, 13 — в партизанской борьбе. В 1986 году в составе колхоза имени В.И. Ленина (центр — д. Новосёлки), кузня, зерносушилка, клуб, магазин, начальная школа, библиотека.
Планировочно состоит из прямолинейной меридианной улицы, с двух сторон от которой параллельно расположены две короткие улицы. Застройка двухсторонняя, деревянная, с приусадебными участками.

## Население
| Численность населения (по переписи) | Численность населения (по переписи) | Численность населения (по переписи) | Численность населения (по переписи) | Численность населения (по переписи) | Численность населения (по переписи) |
| 1880                                | 1897                                | 1959                                | 1970                                | 2009                                | 2019                                |
| ----------------------------------- | ----------------------------------- | ----------------------------------- | ----------------------------------- | ----------------------------------- | ----------------------------------- |
| 350                                 | ↗507                                | ↗618                                | ↘527                                | ↘133                                | ↘88                                 |

## Память
- Могила жертв фашизма. В трёх километрах к северо-западу от деревни. Похоронены учительница Гиро Софья Ивановна (1888—1943) и её дочери Регина, Валентина, Зинаида, которых в 1943 году расстреляли немецко-фашистские захватчики. В 1984 году на могиле установлен обелиск[5].